# Castelo de Xio

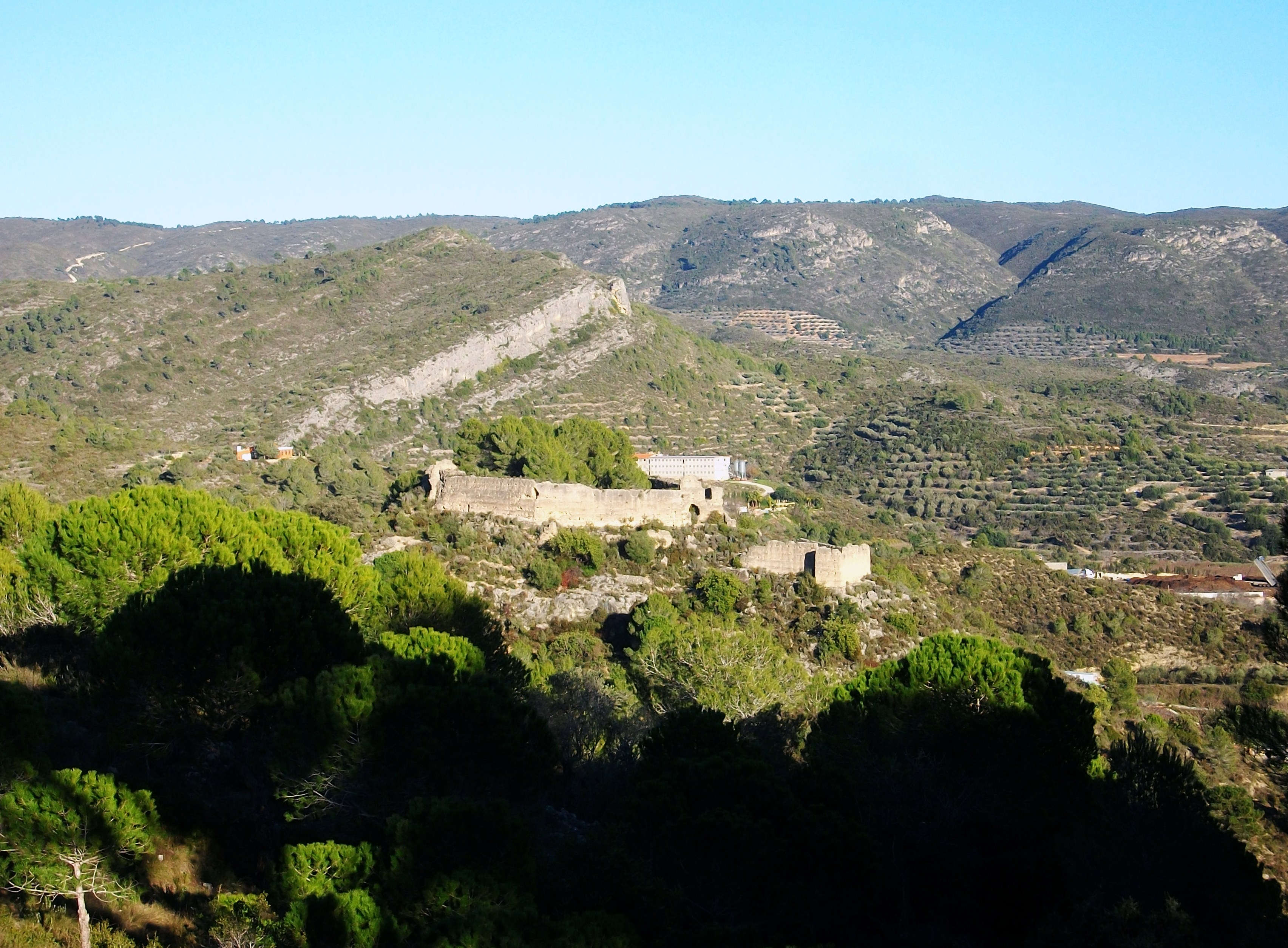
Castelo de Xio, em Luchente.

O Castelo de Xio localiza-se no município de Luchente, na província de Valência, comunidade autónoma da Comunidade Valenciana, na Espanha.

## História
Em posição dominante sobre uma elevação, o castelo remonta a uma fortificação muçulmana, erguida no século XII pelos Almóadas.
Actualmente em ruínas, em seu interior se conservam apenas os restos de uma cisterna.

## Características
Apresenta planta triangular com um duplo recinto muralhado e torreões nos vértices.